# Thanmoia gustavi
Thanmoia gustavi är en insektsart som beskrevs av Willy Adolf Theodor Ramme 1941. Thanmoia gustavi ingår i släktet Thanmoia och familjen gräshoppor. Inga underarter finns listade i Catalogue of Life.